# میکی فن دی فن
میکی فن دی فن (به هلندی: Micky van de Ven) بازیکن فوتبال اهل هلند است که برای باشگاه فوتبال تاتنهام هاتسپر در پست مدافع میانی بازی می‌کند.

## عملکرد باشگاهی

### ولندام
او اولین بازی خود را برای باشگاه فوتبال ولندام در تاریخ ۴ اکتبر ۲۰۱۹ در چهارچوب رقابت های لیگ دسته اول فوتبال هلند مقابل باشگاه ورزشی پی‌اس‌وی آیندهوون ll انجام داد.او در تابستان ۲۰۱۹ قرداد خود را تا سال ۲۰۲۲ با این باشگاه تمدید کرد.میکی اولین گل خود را نیز در تاریخ ۱۱ سپتامبر ۲۰۲۰ مقابل باشگاه فوتبال دن بوس به ثمر رساند.

### وولفسبورگ
در تاریخ ۳۱ اگوست ۲۰۲۱ باشگاه فوتبال وولفسبورگ اعلام کرد که میکی فن دی فِن را تا سال ۲۰۲۵ به خدمت گرفته است.میکی فن دی فِن اولین بازی رسمی خود را برای باشگاه فوتبال وولفسبورگ مقابل باشگاه فوتبال آگسبورگ در تاریخ ۶ نوامبر ۲۰۲۱ در بوندسلیگا انجام داد. اولین گل خود را برای  این باشگاه در تاریخ ۸ نوامبر ۲۰۲۲ مقابل باشگاه فوتبال دورتموند به ثمر رساند و به پیروزی ۲ بر صفر تیمش کمک کرد.

### تاتنهام هاتسپر
در تاریخ ۸ آگوست ۲۰۲۳ باشگاه فوتبال تاتنهام اعلام کرد که میکی فن دی ون را با قراردادی ۶ ساله با مبلغ ۵۰ میلیون یورو به خدمت گرفته است. ون دی ون اولین بازی خود را برای تاتنهام در ۱۳ اوت در اولین بازی فصل لیگ برتر فوتبال ۲۴–۲۰۲۳ مقابل باشگاه فوتبال برنتفورد انجام داد. در ۶ اکتبر ۲۰۲۳ او اولین گل خود را برای باشگاه فوتبال تاتنهام مقابل باشگاه فوتبال لوتون تاون به ثمر رساند.
فن دی فن در فینال لیگ اروپا ۲۰۲۵ به عنوان بازیکن اصلی به میدان رفت و با یک دفع توپ حیاتی از روی خط دروازه به پیروزی ۱-۰ تیمش مقابل باشگاه فوتبال منچستر یونایتد کمک کرد و اولین افتخار بزرگ دوران حرفه‌ای خود دست یافت..

## آمار باشگاهی
تا تاریخ ۱۸ فوریه ۲۰۲۳
| باشگاه          | فصل             | لیگ             | لیگ  | لیگ | جام حذفی | جام حذفی | قاره‌ای | قاره‌ای | دیگر | دیگر | مجموع | مجموع |
| باشگاه          | فصل             | دسته            | بازی | گل  | بازی     | گل       | بازی   | گل     | بازی | گل   | بازی  | گل    |
| --------------- | --------------- | --------------- | ---- | --- | -------- | -------- | ------ | ------ | ---- | ---- | ----- | ----- |
| ولندام          | ۲۰–۲۰۱۹         | لیگ دسته اول    | ۹    | ۰   | ۱        | ۰        | _      | _      | _    | _    | ۱۰    | ۰     |
| ولندام          | ۲۱–۲۰۲۰         | لیگ دسته اول    | ۲۷   | ۲   | ۱        | ۰        | _      | _      | _    | _    | ۲۸    | ۲     |
| مجموع ولندام    | مجموع ولندام    | مجموع ولندام    | ۳۶   | ۲   | ۲        | ۰        | _      | _      | _    | _    | ۳۸    | ۲     |
| وولفسبورگ       | ۲۲–۲۰۲۱         | بوندسلیگا       | ۵    | ۰   | ۰        | ۰        | ۰      | ۰      | _    | _    | ۵     | ۰     |
| وولفسبورگ       | ۲۳–۲۰۲۲         | بوندسلیگا       | ۳۳   | ۱   | ۳        | ۰        | _      | _      | _    | _    | ۳۶    | ۱     |
| مجموع وولفسبورگ | مجموع وولفسبورگ | مجموع وولفسبورگ | ۳۸   | ۱   | ۳        | ۰        | ۰      | ۰      | _    | _    | ۴۱    | ۱     |
| مجموع بازی      | مجموع بازی      | مجموع بازی      | ۶۲   | ۳   | ۵        | ۰        | ۰      | ۰      | _    | _    | ۶۷    | ۳     |

## افتخارات

### باشگاهی
تاتنهام هاتسپر
- لیگ اروپا(۱): ۲۵–۲۰۲۴

## آمار ملی
تا تاریخ ۸ ژوئن ۲۰۲۵
| تیم ملی فوتبال هلند | تیم ملی فوتبال هلند | تیم ملی فوتبال هلند | تیم ملی فوتبال هلند |
| سال                 | بازی                | گل                  |                     |
| ------------------- | ------------------- | ------------------- | ------------------- |
| ۲۰۲۳                | ۲                   | ۰                   |                     |
| ۲۰۲۴                | ۸                   | ۰                   |                     |
| ۲۰۲۵                | ۱                   | ۰                   |                     |
| مجموع               | ۱۱                  | ۰                   |                     |

## عملکرد ملی
او سابقه بازی برای تیم ملی فوتبال زیر ۲۱ سال هلند را دارد.
میکی فن دی فِن در فهرست اولیه تیم ملی فوتبال هلند توسط لوئی فان خال برای بازی در جام جهانی فوتبال ۲۰۲۲ قطر قرار گرفت اما از فهرست نهایی خط خورد.
در آگوست ۲۰۲۳ او اولین بار توسط رونالد کومان برای دو بازی در مقدماتی جام ملت‌های اروپا ۲۰۲۴ مقابل یونان و جمهوری ایرلند به تیم ملی فوتبال هلند دعوت شد.
در ۱۳ اکتبر ۲۰۲۳ فن دی فن اولین بازی خود را برای تیم تیم ملی فوتبال هلند در مقدماتی جام ملت‌های اروپا ۲۰۲۴ مقابل فرانسه انجام داد.
۹ مه ۲۰۲۴ میکی در ترکیب هلند برای حضور در جام ملت‌های اروپا ۲۰۲۴ قرار گرفت۰